# Línea 35 (Córdoba)
La Línea 35 es una línea de transporte urbano de pasajeros de la ciudad de Córdoba, Argentina. El servicio está actualmente operado por la empresa TAMSE.
Anteriormente el servicio de la línea 35 era denominada como R10 desde 2002 por T.A.M.S.E. hasta que el 1 de marzo de 2014, por la implementación del nuevo sistema de transporte público, TAMSE deja de operar los colectivos y la R10 se fusiona como 35 operada por ERSA Urbano hasta el 30 de septiembre de 2021 la Municipalidad le quita a Ersa los corredores 3 y 8 y pasan manos de TAMSE y Coniferal donde actualmente operan.
El 13 de mayo de 2022, la Municipalidad extendió el recorrido de la 35 hasta B° Cabildo Anexo.

## Recorrido
De Bº Fragueiro a B° Cabildo.
 Servicio diurno.
Ida: De M.. Fragueiro – Sabino O’Donell – Cruce Paso Nivel FC Belgrano – Av. De Ávila y Quirós – Rodríguez de Ruesca – Bartolomé Jaimes – Av. Cornelio Saavedra – Anacreonte – Las Junturas – Luis de Góngora – Rodríguez Peña – Francisco de Quevedo – Mariano Fragueiro – Bedoya – Bv. Los Andes – Federico Brandsen – Av. Castro Barros – Santa Fe – Av. Colón – Av. General Paz – Av. Vélez Sarsfield – Plaza de las Américas – Richardson – Ayacucho – Fuencarral – cruce Cañada – Av. Elpidio González – cruce Cañada – Av. Elpidio González – Jose Manuel Alvarez – Paso de los Andes – Manuel Baigorria – Cacheuta – Av. Armada Argentina – a la derecha colectora Av. Armada Argentina – Cruce Av. Armada Argentina – Alto de Tala – Cayuqueo – Colorado –  Gaiman – Virginia – Mascachín hasta Altos de Chipión.
Regreso: Altos de Chipión – Gaiman – Colorado – Cajamarca – Alto de Tala – Av. Armada Argentina – Cacheuta – Huiliches – Cacheuta – Manuel Baigorria – Pedro de Mendoza – Canalejas – Alejandro Centeno – Av. Elpidio González – Av. Marcelo T. de Alvear – Perú – Belgrano – 27 de Abril – Paraguay – Cnel. Agustín Olmedo – Av. Colón – Santa Fe – Palestina – Faustino Allende – Nicolás Avellaneda – Baigorri – Juan Antonio Lavalleja – Luis de Góngora – Av. Cornelio Saavedra – Bartolomé Jaimes – Suarez Mejía – de Vera y Aragón – Av. De Ávila y Quirós – Cruce Paso Nivel FC Belgrano – Sabino O’Donell – hasta Mariano Fragueiro.